# Černýšovice
Černýšovice (německy Tschernischowitz) jsou obec v okrese Tábor v Jihočeském kraji. Žije v ní 80 obyvatel. Nedaleko vesnice se nachází přírodní památka Černýšovické jalovce. Jižně od vsi protéká Všechlapský potok. Do severní části katastrálního území Černýšovice zasahuje přírodní park Kukle.

## Historie
První písemná zmínka o vesnici pochází z roku 1390.
Západně od vesnice stával na levém břehu Lužnice, v blízkosti jejího soutoku s Všechlapským potokem, zlatorudný mlýn, jehož existenci dokládají desítky nalezených mlýnských kamenů, z nichž velké množství bylo druhotně upraveno na kameny stoupové. Většinu jich přemístili majitelé blízkých chat na své pozemky. Na místě zůstaly patrné polotovary s nedovrtanými středovými otvory. Většina kamenů byla vyrobena ze středně zrnité až hrubozrnné žilné žuly, asi pětina je z křemence a menší množství z muskovit-biotitické ortoruly nebo z pegmatitu.  Všechny horniny se vyskytují nejdále ve vzdálenosti dvou kilometrů od mlýna. Zlatá ruda se nejspíše těžila asi dva kilometry jihovýchodně od mlýna na pravém břehu Sudoměřického potoka, kde jsou patrné dvě šedesát metrů dlouhé řady zasypaných šachet. Mlýn byl pravděpodobně středověkého původu a mohla by se k němu vztahovat zmínka z roku 1514, kdy král Vladislav II. udělil privilegium dobývat zlatou rudu Ladislavovi ze Šternberka, majiteli bechyňského panství.

## Obyvatelstvo
| Rok            | 1869 | 1880 | 1890 | 1900 | 1910 | 1921 | 1930 | 1950 | 1961 | 1970 | 1980 | 1991 | 2001 | 2011 | 2021 |
| -------------- | ---- | ---- | ---- | ---- | ---- | ---- | ---- | ---- | ---- | ---- | ---- | ---- | ---- | ---- | ---- |
| Počet obyvatel | 639  | 592  | 577  | 531  | 503  | 459  | 442  | 287  | 236  | 181  | 129  | 93   | 86   | 81   | 86   |
| Počet domů     | 82   | 85   | 91   | 91   | 91   | 91   | 92   | 95   | 79   | 61   | 46   | 77   | 84   | 85   | 84   |

## Obecní správa
Při sčítání lidu v letech 1850–1960 byly Černýšovice obcí v okrese Milevsko (1850–1949) a od 21. února 1949 v okrese Týn nad Vltavou. Od 27. března 1960 do 23. listopadu 1990 patřily jako část obce k Sudoměřicím u Bechyně v okrese Týn nad Vltavou (1960) a později v okrese Tábor a od 24. listopadu 1990 jsou opět samostatnou obcí.

### Části obce
- Černýšovice
- Hutě

## Pamětihodnosti
- Zvonice s kaplí na návsi

## Galerie

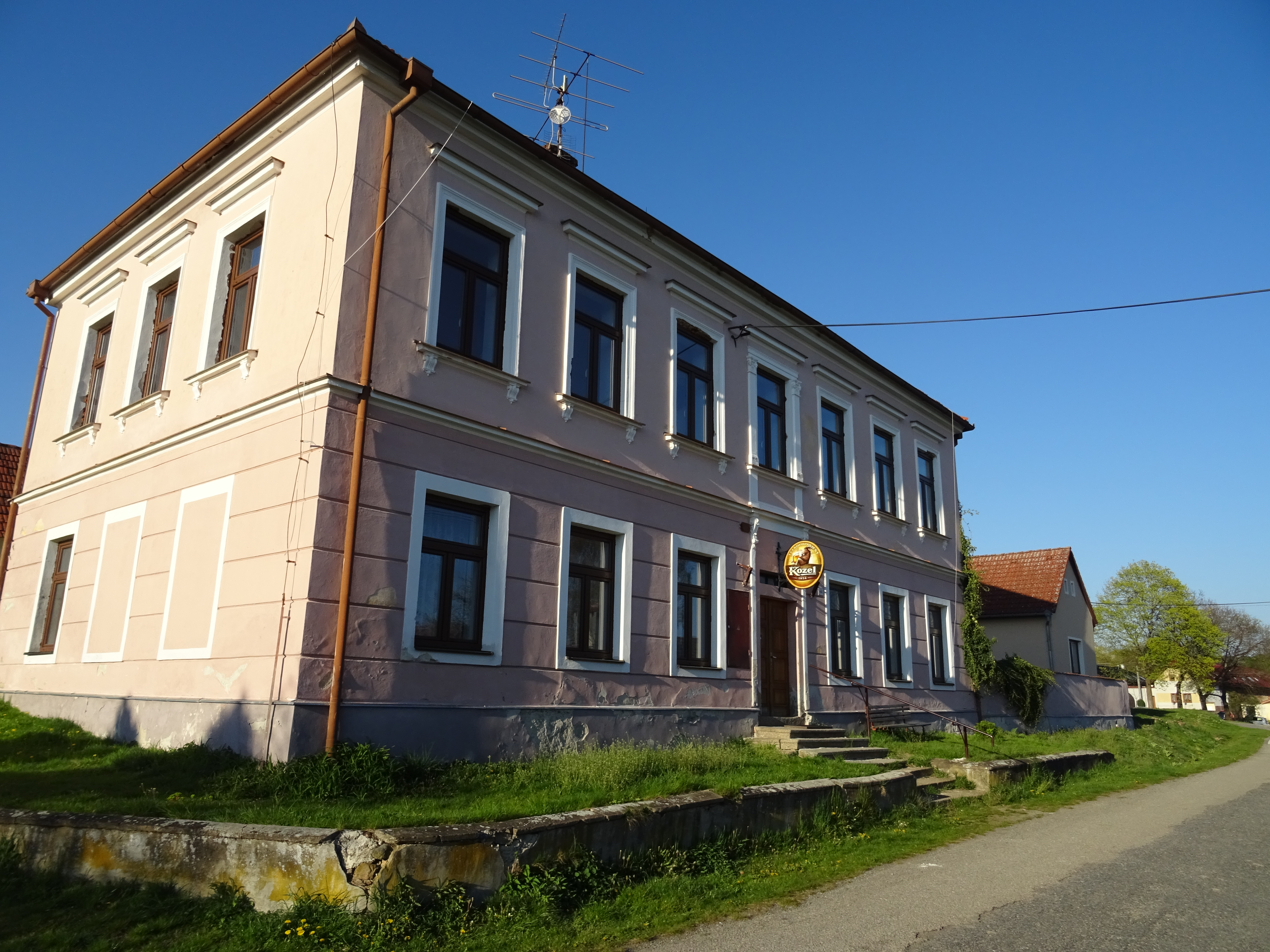
Budova bývalé školy
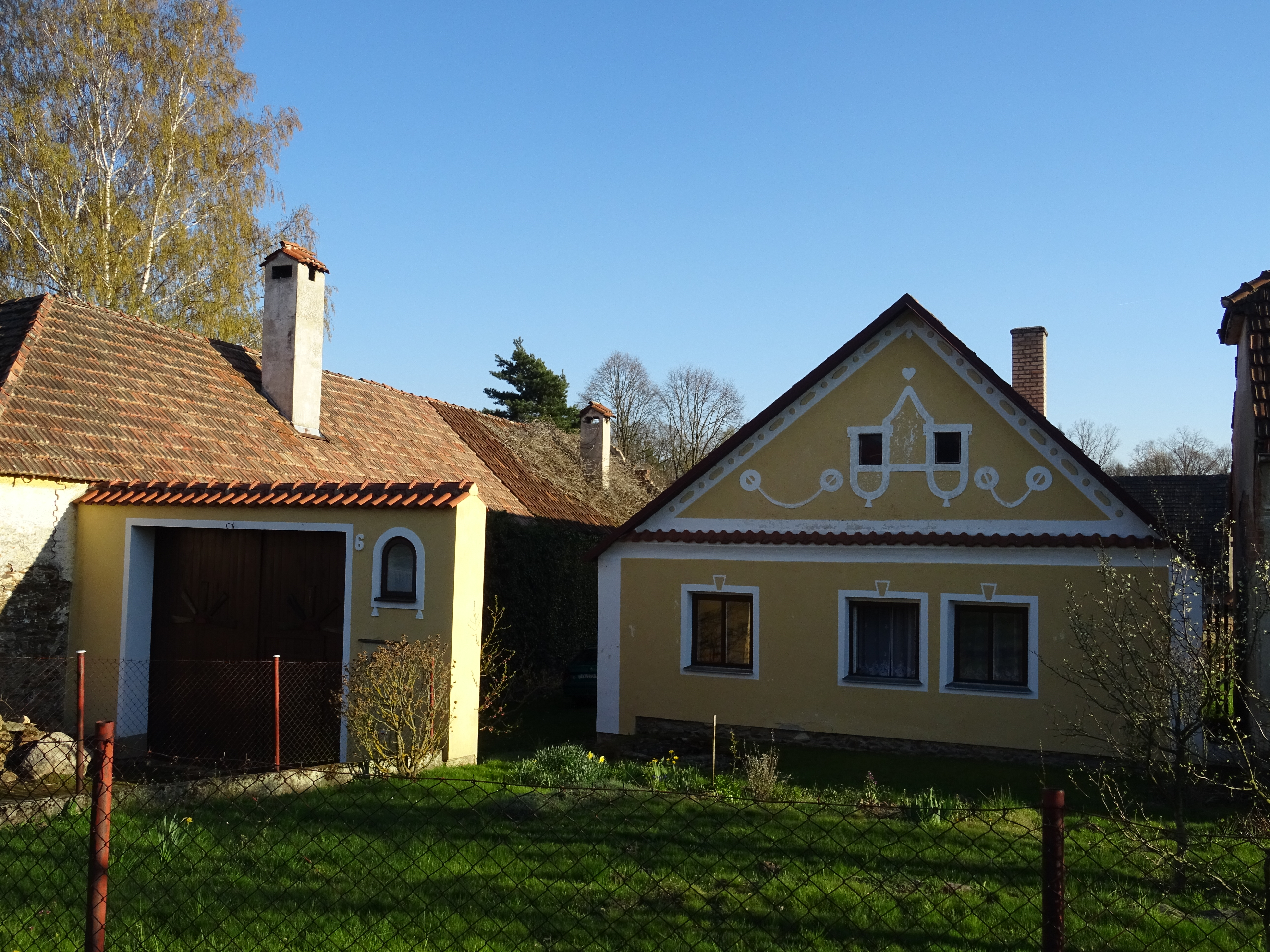
Dům
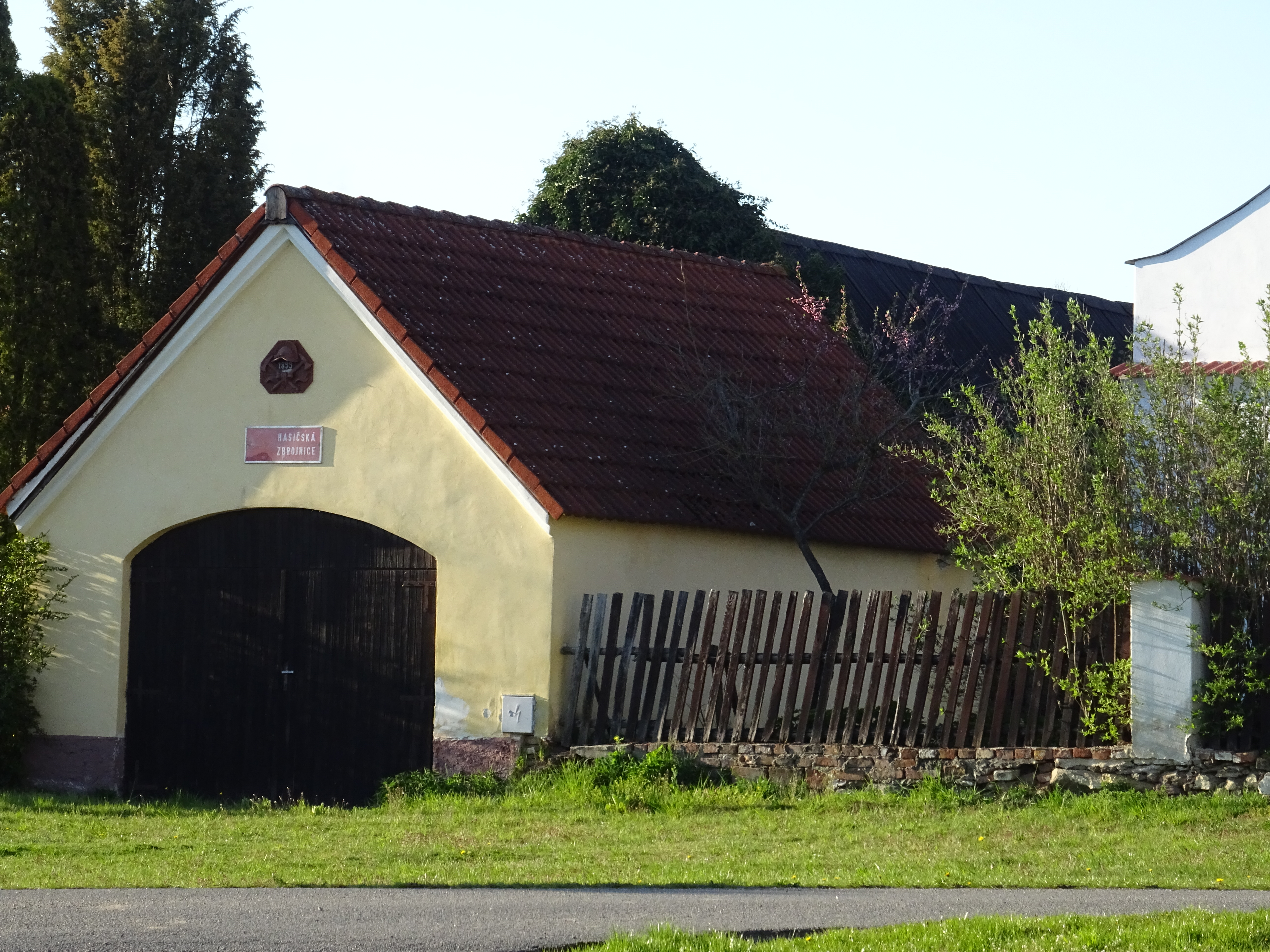
Hasičská zbrojnice